# 白俄羅斯外交部
白俄罗斯共和国外交部 是白俄羅斯政府部门，负责處理白俄罗斯的外交關係。

## 历史
1920年12月，白俄罗斯苏维埃第二次代表大会通过决议，成立了外交人民委员部。 1944年2月1日，苏联最高苏维埃通过了一项法律，允許各加盟共和国在外交政策领域有一定的自主權。隨後白俄罗斯苏维埃社会主义共和国外交人民委员会于当年3月24日成立。根据苏联最高苏维埃的法律，加盟共和国有权与外国建立直接关系、与外国缔结协议并互派外交和领事使团。人民委员部的结构包括政治部、礼宾部和领事部、人事部和事务管理部。人民委员部工作人员共计27人。根据白俄罗斯最高苏维埃主席團于 1946年3月26日頒布的法令，人民委员部更名为外交部。1991年9月19日，白俄罗斯苏维埃社会主义共和国外交人民委员会更名为白俄罗斯共和国外交部。白俄罗斯共和国外交以亲俄友华的既定政策为基础。截至2008年12月，白俄罗斯共和国与世界上164个国家保持外交关系，